# Ídolo de Tara
Ídolo de Tara es la denominación popular por la que se conoce una figura de terracota decorada con almagre que se encuentra expuesta en El Museo Canario de Las Palmas de Gran Canaria, donde está inventariada con el número 2899. Se identifica con el culto a la fertilidad y con el papel social de la mujer entre los antiguos pobladores de la isla de Gran Canaria, Canarias, y se ha considerado que refleja algún tipo de engorde ritual relacionado con ceremonias prenupciales.

## Descripción
Se trata de una figura femenina en postura sedente, con las piernas cruzadas y los brazos en jarra sobre la cintura. Los brazos están partidos, pero pueden observarse en la figura las improntas que indican el lugar donde se apoyaban. Los bíceps y muslos de la estatuilla son voluminosos, aparentemente desmesurados con respecto a su tamaño: unos 26 cm de altura y casi 24 cm de anchura. Posee un cuello largo del que arranca una cabeza pequeña con rasgos esquemáticos. Técnicamente, cabeza, bíceps y muslos son huecos. Su gran tamaño y peso explicaría que se recurriera a aligerarlas, vaciando brazos o modelando piernas y torsos completamente huecos. Se aprecian las marcas hechas para señalar el ombligo, la vulva, las fosas nasales y los ojos. La nariz, la boca y los ojos se delinearon mediante incisiones. Se usó ocre rojo (almagre) para pintar casi todo el ídolo. Además fue bruñido para darle lustre, especialmente en las partes desprovistas de pintura.

## Descubrimiento: controversias y números de inventario
El ídolo formaba parte de la colección particular del Dr. Gregorio Chil y Naranjo (Telde, 1831-Las Palmas de Gran Canaria, 1901), quien la legó a El Museo Canario al igual que hizo con el resto de materiales de su colección. El doctor Chil expuso esta figura en la  Exposición Universal de París de 1878, y es posible que también la hubiera presentado con anterioridad, en 1875, en el Congreso Internacional de Americanistas de Nancy (Francia), al que remitió varias terracotas e ídolos, además de otros materiales, para la muestra de antigüedades celebrada en paralelo. Aunque la mayor parte del legado de Chil ingresó formalmente en El Museo Canario tras su fallecimiento en 1901, el llamado ídolo de Tara ya había sido donado con anterioridad y estaba expuesto en sus vitrinas al menos desde 1887, cuando aparecía en los inventarios con el número de registro 249, hoy obsoleto.

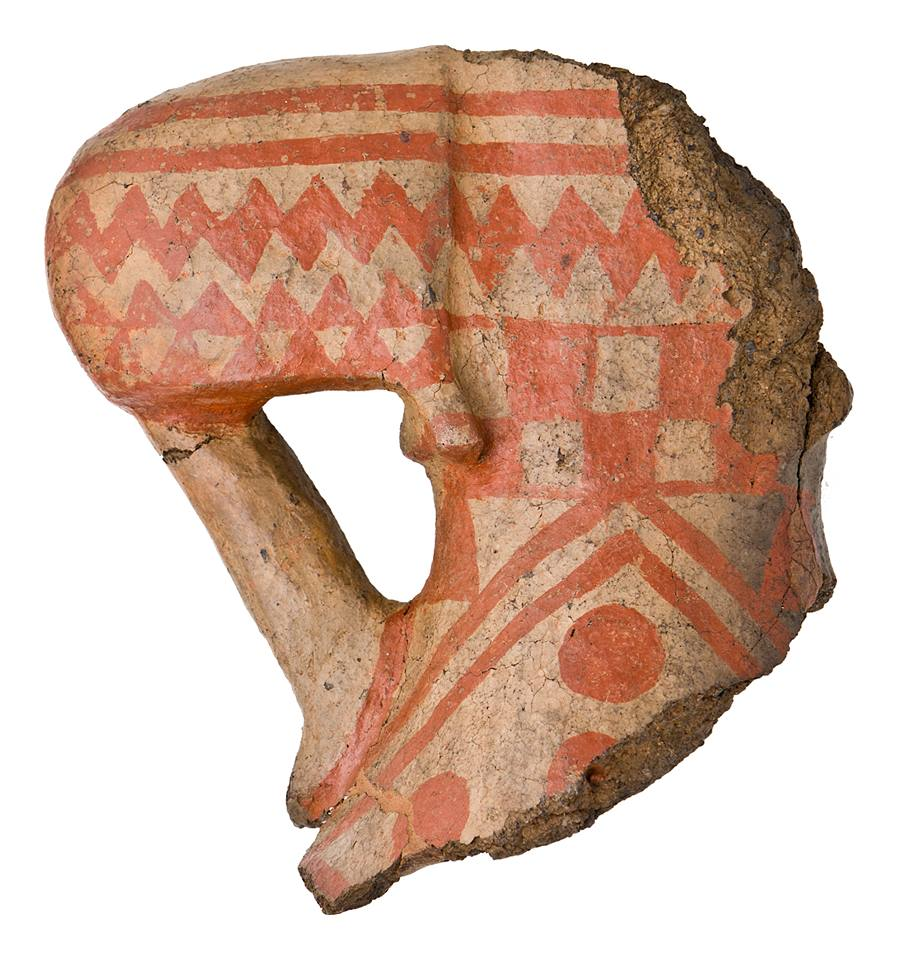
Fragmento de ídolo hallado en Tara (Telde) en 1957. El Museo Canario, Las Palmas de Gran Canaria.

La identificación y procedencia de esta figura es problemática y controvertida. A pesar de que la designación popular como "ídolo de Tara" se refiere al poblado indígena canario de Tara en Telde, no hay datos arqueológicos suficientes para atribuir a este yacimiento su lugar de procedencia. Actualmente solo es posible afirmar que la pieza procede de Gran Canaria, sin más concreción, tal y como aparece en todos los escritos de Chil cuando se refiere a ella. Su designación popular como “ídolo de Tara” se debe a una confusión iniciada hacia 1960, cuando una tradición erudita, alimentada por Simón Benítez Padilla (Las Palmas de Gran Canaria, 1890-1976), historiador y conservador de El Museo Canario, y por el folklorista Néstor Álamo, insiste en vincular esta pieza al referido poblado prehispánico teldense por su parecido con un fragmento de ídolo hallado en este lugar en las excavaciones desarrolladas en 1957. Este fragmento, que conserva El Museo Canario con el número de inventario 2880, fue denominado por el propio Néstor Álamo como "ídolo de Tara" en un artículo publicado en la Revista de Historia Canaria de la Universidad de La Laguna en 1958 (reproducido en el Diario de Las Palmas el 7 de abril de 1960). Más tarde, el investigador Frederick E. Zeuner publicó un estudio de los ídolos grancanarios en una revista especializada de Londres. En este artículo se relaciona el fragmento en cuestión con otro ídolo conservado en El Museo Canario, por entonces registrado con el número 629 y correspondiente al actual 2899. Sobre esta última figura, hoy conocida erróneamente como “ídolo de Tara”, se asegura que su origen es desconocido, aunque en un pie de foto se indica “probably from Telde or Tara” ("probablemente de Telde o Tara"). Una nota en el mismo artículo asegura que Simón Benítez Padilla consideraba que era posible que el ídolo procediera de Tara.
Existe una teoría reciente que hace a la pieza proceder de Gáldar. Celso Martín de Guzmán, arqueólogo galdense y primer director general de Patrimonio Histórico del Gobierno de Canarias, sostuvo que el lugar de procedencia del ídolo sería la zona de Gáldar, donde estuvo el denominado «Palacio en el casco antiguo», también llamado «Palacio de los Guanartemes», donde hoy se asientan la iglesia de Santiago y la Cueva Pintada. Esta teoría está apoyada por Francisco Peinado Rodríguez, quien, al revisar un manuscrito de Chil conservado en El Museo Canario, identificó bajo el epígrafe n.º 68: «cuatro piezas halladas en Gáldar que forman un ídolo». Basándose en la tipología y tamaño similares con el ídolo de Tara y en nuevos fragmentos hallados en Gáldar, Peinado arguye que el lugar de procedencia y la escuela cerámica serían comunes. Sin embargo, ni en las descripciones ni en los inventarios antiguos del museo se consigna dicha localidad, ni ninguna otra, para la pieza n.º de registro 2.899. Además, El Museo Canario conserva otros nueve fragmentos de ídolos de factura similar al ídolo de Tara y cuyos orígenes se sitúan de forma inequívoca en lugares muy distantes entre sí, siempre dentro de la isla de Gran Canaria, lo cual invalidaría el argumento de la similitud tipológica.
Según El Museo Canario, en un catálogo que publicó en el año 2000, como la procedencia del ídolo no está probada, el nombre más apropiado para la estatuilla debería ser Ídolo de Chil.
En el manuscrito de Chil la pieza aparece con el n.º de inventario 249, en el inventario de Pérez Barradas (publicado en 1994) figura con el núm. 622, y El Museo Canario le asignó el núm. 2899.